# Clarence Gatemouth Brown
Ne doit pas être confondu avec Clarence Brown.
Pour les articles homonymes, voir Brown.
Clarence “Gatemouth” Brown, né à Vinton, Louisiane, le 18 avril 1924 et décédé le 10 septembre 2005, est un chanteur, harmoniciste, guitariste et violoniste américain de blues.

## Biographie
Clarence "Gatemouth" Brown a grandi à Orange au Texas.
Sa carrière musicale professionnelle a commencé en 1945, comme batteur à San Antonio. Il a été surnommé « Gatemouth » pour sa voix profonde. En  1947, il joue pour la première fois de la guitare lors d'un concert de T-Bone Walker dans une boîte de nuit de Houston. Il se rend à Nashville pour participer à un show télé, et enregistre quelques singles country. Il se lie d'amitié avec Roy Clark.
À la fin des années 1960, il décide de quitter le milieu musical et s’installe au Nouveau-Mexique comme  shérif adjoint. Au début des années 1970, le public européen s'enthousiasme pour la roots music (en) particulièrement le blues. Du fait de sa notoriété, Brown est sollicité pour des tournées en Europe tout au long des années 1970.
Dans les années 1980, une série d'albums a relancé sa carrière aux États-Unis. Il réalise alors de 250 à 300 concerts par année. En 1982, il remporte un Grammy Award pour l'album Alright Again!. Dans les années qui précédent sa mort, il voyage dans le monde en Australie, en Nouvelle-Zélande, Amérique Centrale, en Afrique, et dans l'ancienne Union Soviétique. Les « gens ne peuvent pas venir chez moi, ainsi je vais chez eux, » disait-il. En septembre 2004, on lui diagnostique un cancer du poumon. Déjà souffrant de l'emphysème et de maladies de cœur, Brown décide de renoncer au traitement.
Pendant sa carrière, il a joué une grande variété de guitares, Gibson L-5 (en) et Fender Telecasters, mais sa guitare favorite était une Gibson Firebird du milieu des années 1960.

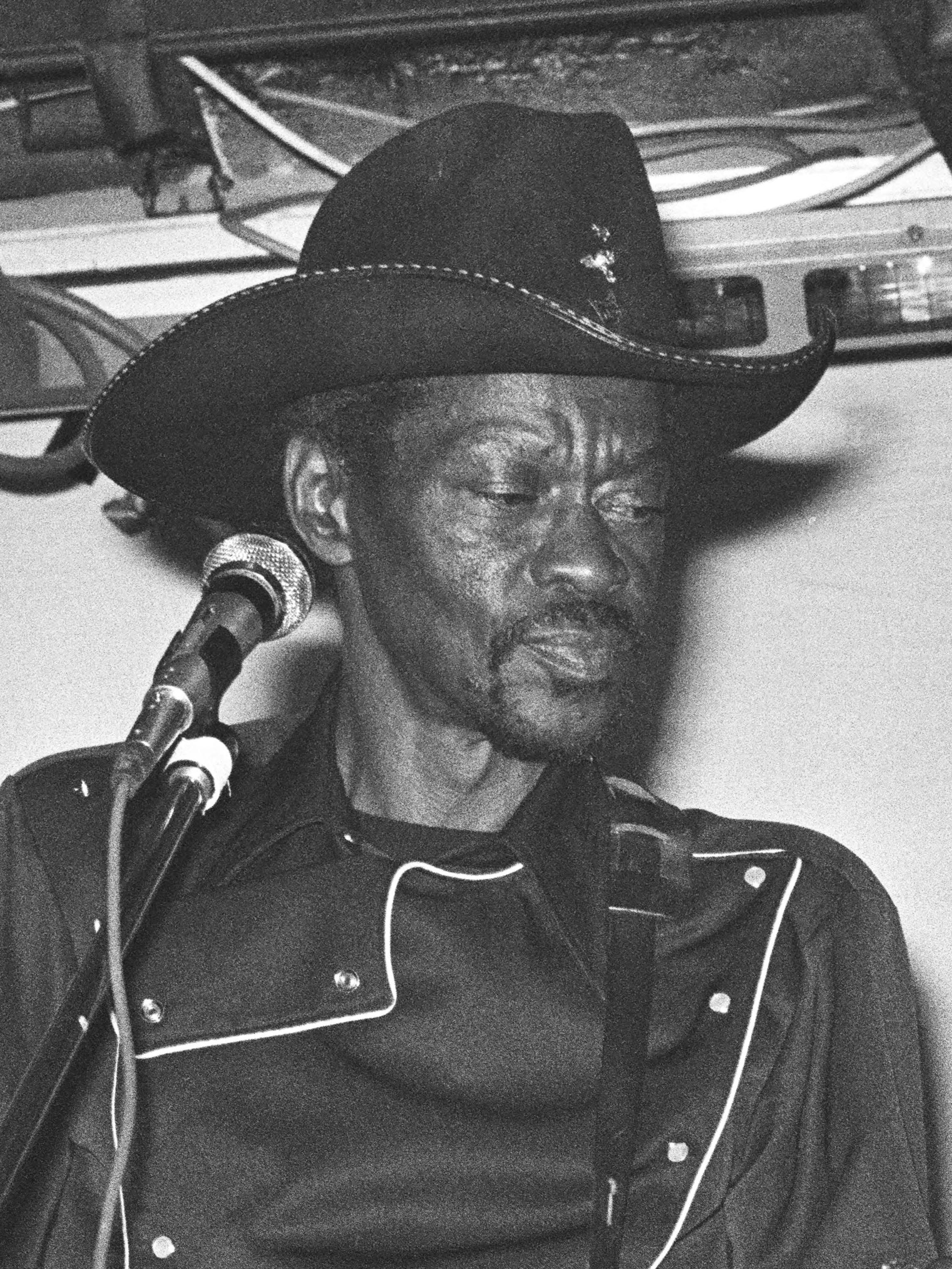
Clarence Brown, 1981

Malgré ces changements d'instruments, il est cependant resté fidèle à une technique employant l'attaque des cordes aux doigts de la main droite (pouce compris), sans usage d'aucun médiator ou onglet, technique qui donne à son jeu à la fois la virtuosité, la fluidité et la douceur d'une attaque pourtant très dynamique. Et comme beaucoup de guitaristes "naïfs" (au sens noble), il utilisait systématiquement la transposition au capodastre, qui permet de penser la musique en une seule tonalité de base (souvent la tonalité de Mi majeur).
Pour ces raisons, son superbe jeu guitaristique est resté instantanément identifiable et d'une efficacité redoutable. On peut s'en rendre compte dans les diverses versions disponibles de son morceau de prédilection dénommé « Okie Dokie Stomp ».
Malgré son caractère inimitable au sens strict, son style a influencé beaucoup d'autres guitaristes de blues tels qu'Albert Collins, Guitar Slim, J.J. Cale, et Johnny "Guitar" Watson.

## Discographie

### Albums personnels
- San Antonio Ballbuster (1948)
- The Blues Ain't Nothin' (1972)
- Just Got Lucky (1973)
- Cold Strange (1973)
- Sings Louis Jordan (1973)
- Black Jack (1975)
- Down South in Bayou County (1975)
- Gate's on the Heat (1975)
- Bogalusa Boogie Man (1976)
- Makin' Music (MCA) avec Roy Clark et Steve Ripley (1979)
- Alright Again! (1981)
- One More Mile (1982)
- Atomic Energy (1984)
- Pressure Cooker (1985)
- More Stuff (1985)
- Real Life (Live) (1987)
- Texas Swing (1988)
- Standing My Ground (1989)
- The Original Peacock Recordings (1990)
- No Looking Back (1992)
- Live 1980 (1994)
- The Best of Clarence Gatemouth Brown, A Blues Legend (1995)
- Man (1995)
- A Long Way Home (1996)
- Gate Swings (1997)
- Okie Dokie Stomp (1999)
- American Music, Texas Style (1999)
- Guitar in My Hand (2000)
- Okie Dokie (2000)
- The Definitive Black & Blue Sessions: Sings Louis Jordan (2001)
- Back to Bogalusa (Verve, 2001) avec Sonny Landreth
- His First Recordings: 1947-1951 (2002)
- 1947-1951 (2002)
- Hot Club Drive (2003)
- Timeless (2004)
- 1952-1954 (2005)
- Heat Wave (2005, Black & Blue) avec Lloyd Glenn, enregistré à Nice en 1977.

### Participations
- 1994 : Talking Timbuktu de Ali Farka Toure (World Circuit) avec Ry Cooder et Jim Keltner
- 2000 : Bad luck blues de Cousin Joe (Black & blue) avec Jimmy Dawkins  (enregistré à Toulouse en 1971.)

## Filmographie
- 1984 : Live at the Maple Leaf in New Orleans
- 1995 : Ohne Filter (live à Baden-Baden, Allemagne)
- 2004 : Blues à Montreux avec Buddy Guy, Carlos Santana, Bobby Parker
- 2006 : "Live at Montreux 1973" avec Canned Heat
- Notices d'autorité :   - VIAF
  - ISNI
  - BnF (données)
  - IdRef
  - LCCN
  - GND
  - CiNii
  - Espagne
  - Belgique
  - Pays-Bas
  - Pologne
  - Israël
  - NUKAT
  - Tchéquie
  - WorldCat